# Dreiländerspitze
Dreiländerspitze (3197 m n. m.) je hora v pohoří Silvretta ve východních Alpách. 

## Jméno hory
Vrchol Dreiländerspitze dostal jméno během geodetického zaměřování Alp, protože na vrcholku se setkávají hranice tří zemí: Tyrolska (Rakousko), Vorarlberska (Rakousko) a Graubündenu (Švýcarsko). Vrchol je dostupný pouze horolezeckým způsobem. Je na něm kříž a kovová deska pro orientaci při pohledu do všech tří zemí.

## Výstupy
Jako první doložený výstup na vrchol Dreiländerspitze 14. července 1870 se udává akce německého horolezce Theodora Petersene z Frankfurtu spolu s vesnickým učitelem a jeho žákem neznámých jmen z obce Guarda v údolí Tuoi. Dnes se v jejich stopách leze Normální cesta. Již po roce 1850 byl však vrcholový hřeben slezen při geodetickém měření.
V létě se nejčastěji vystupuje na vrchol od Wiesbadener Hütte (2443 m n. m.). V zimě na lyžích se chodí také od Jamtalhütte (2165 m n. m.). Oba výstupy vedou po ledovcích a spojují se na sedle Obere Ochsenscharte. Odtud se strmě stoupá severovýchodní sněhovou stěnou na skalnaté rameno a na závěr leze po západním hřebeni na vrchol.